# آنا بلانت
آنا بلانت (انگلیسی: Anna Blount؛ ‏ ۱۸ ژانویهٔ ۱۸۷۲ – ۱۲ فوریهٔ ۱۹۵۳) پزشک و [عال حق رأی اهل ایالات متحده آمریکا بود. وی یک زن پزشک از اهالی شیکاگو و اوک پارک، ایلینوی بود که در تاریخ ۱۷ ژوئن ۱۸۹۷ از دانشگاه نورث‌وسترن دکترای پزشکی خود را دریافت کرد. بلانت خدمات پزشکی خود را به‌طور داوطلبانه در هال هاوس، یک خانه‌مسکونی در شیکاگو که در سال ۱۸۸۹ تأسیس شده بود، ارائه داد. او همچنین دیگر زنان را به شغل پزشکی ترغیب می‌کرد و رئیس انجمن زنان پزشک ایالات متحده آمریکا بود.

## آموزش جنسی و پیشگیری از بارداری
بلانت از پیشگامان پیشگیری از بارداری و رهبر جنبش پیشگیری از بارداری در ایالات متحده آمریکا بود. او به‌طور مکرر در ژورنال علمی «بررسی پیشگیری از بارداری» (مرجع علمی پیشگیری از بارداری برای پزشکان این حوزه) مطلب می‌نوشت و عضو کمیته نخستین کنفرانس پیشگیری از بارداری آمریکا بود. بلانت در مدارس دبیرستانی شیکاگو، باشگاه‌ها و دانشگاه‌ها دربارهٔ «بهداشت جنسی» سخنرانی می‌کرد و جزواتی همچون «صحبتی با مادران» (A Talk With Mothers) که به استفاده از کاندوم می‌پرداخت، ایجاد کرد. او معتقد بود که پنهان‌سازی اطلاعات در مورد بیماری‌های آمیزشی از زنان اشتباه است. هنگامی که هنوز این اطلاعات غیرقانونی بود، بلانت به‌طور عمدی اقدام به توزیع اطلاعات در مورد پیشگیری از بارداری کرد تا این قوانین را به چالش بکشد.
در کمیته شهروندان شیکاگو برای کنترل جمعیت، آنا بلانت فعال بود و در دهه ۲۰ میلادی بر لزوم افزایش تعداد زنان در میان پزشکان تأکید می‌کرد. نکته مهم اینکه راهنمای او درباره کنترل تولد با عنوان «صحبتی با مادران از سوی پزشکی که خود مادر است» منتشر شد. در اینجا او خود را به‌عنوان فردی حرفه‌ای در مشاوره در زمینه کنترل تولد معرفی کرد، همچنین به‌عنوان زنی که این تجربیات را با دیگر زنان به اشتراک می‌گذارد. موقعیت او با داشتن سه فرزند و تخصص در زمینه زنان و اطفال مشروعیت پیدا کرده بود.
بلانت همچنین از ایده‌های «اصلاح نژاد» (یوجنیک) حمایت می‌کرد. او این جنبش را «مهم‌ترین حرکت دوران مدرن» می‌دانست و ریاست جامعه آموزشی اصلاح نژاد در شیکاگو را بر عهده داشت. بلانت معتقد بود که افراد باید تنها با کسانی که از نظر جسمی و روحی سالم هستند، بچه‌دار شوند. وی معتقد بود که «خشونت و وحشیگری پدیده‌ای وراثتی است.» او همچنین ارتباط مشکلات اجتماعی مانند الکلیسم را با وراثت می‌دانست و معتقد بود که کاهش جمعیت می‌تواند از جنگ و گرسنگی جهانی جلوگیری کند.
بلانت همچنین مخالف زندگی‌های زناشویی ناموفق بود و پیشنهاد می‌کرد که دسترسی به طلاق در دادگاه‌ها آسان‌تر شود. او از تشکیل هیئت منصفه زنانه در دادگاه‌های طلاق حمایت می‌کرد.

## حق رأی زنان
بلانت یکی از رهبران جنبش حق رأی زنان بود. او عضو باشگاه زنان شیکاگو و باشگاه زنان قرن نوزدهم اوک پارک بود. بلانت علیه سازمان‌های باشگاهی که تلاش می‌کردند از پیوستن زنان سیاه‌پوست به این باشگاه‌ها جلوگیری کنند، سخنرانی می‌کرد. دربارهٔ مشارکت دکتر بلانت در جنبش حق رأی زنان، جنتل فورس می‌گوید:
«دکتر آنا بلانت و گریس ویلبر تراوت… به شهرت ایالتی به‌عنوان رهبران این جنبش دست یافتند و هر دو در کمیسیون حق رأی شهری ایلینوی خدمت کردند، مانند اعضای برجسته باشگاه همچون گریس هال همینگوی و آنا لوید رایت. دکتر بلانت یک پزشک و جراح فعال بود که تخصصش در زایمان و زنان بود. او به‌طور فعال برای حق رأی زنان مبارزه کرد و در سال ۱۹۰۶، همراه با الیزابت بال و فیبی باتلر، انجمن مدنی حومه و حق رأی برابر را تأسیس کردند (که بعدها به لیگ زنان رأی‌دهنده تبدیل شد). طبق گزارش روزنامه محلی، این انجمن توسط برخی از برجسته‌ترین زنان ایلینوی تأسیس شد که برای خدماتشان در مبارزه برای حق رأی زنان، سابقه‌ای جاودانه به‌جا گذاشتند.»
توجه داشته باشید که گریس هال همینگوی مادر نویسنده ارنست همینگوی و آنا لوید رایت مادر معمار آمریکایی فرانک لوید رایت بود.
در کتاب همینگوی جوان مایکل رینولدز می‌گوید: «در سال ۱۹۰۷، برای سرگرمی مردان اوک پارک، کنوانسیون حق رأی برابر ایلینوی در مؤسسه اسکویلویل برگزار شد، جایی که دکتر آنا بلانت، یک زن محلی، فکاهی‌ترین و در عین حال متقاعدکننده‌ترین سخنرانی را داشت.»
دربارهٔ شهرت زیاد بلانت، در صفحات ۱۰۶–۱۰۷ رینولدز می‌نویسد:
«در آن روزها در اوک پارک، همسران در روزنامه‌ها با نام شوهرانشان شناخته می‌شدند: خانم جان فارسون، خانم ویلیام بارتن. در مقابل، مادر همینگوی همیشه با نام خانم گریس هال همینگوی ظاهر می‌شد. تنها دو زن دیگر به‌طور مشابه شناخته می‌شدند: دکتر آنا بلانت که جنبش حق رأی زنان را در اوک پارک و ایلینوی رهبری کرد و در سطح ملی در مبارزه برای حق رأی مشارکت داشت؛ و بل واتسون-ملویل، یک هنرمند در چرخه چاتاکوای ملی.»